# Kategorien
Kategorien (altgriechisch Περὶ τῶν κατηγοριῶν Perì tṓn katēgoriṓn, lateinisch Categoriae) ist eine Schrift des Philosophen Aristoteles. Sie wird in der Tradition zu Aristoteles’ logischen Schriften gezählt. Sie bildet in der überlieferten – nicht von Aristoteles selbst stammenden – Reihenfolge seiner Schriften den Anfang des so genannten Organon. Wie fast alle der aristotelischen Schriften war auch der Text der Kategorien ursprünglich nicht zur Veröffentlichung bestimmt, sondern gehört zu den so genannten Pragmatien, die vermutlich ursprünglich Vorlesungsmanuskripte und Materialsammlungen des Aristoteles darstellten.
Thema der Schrift sind Kategorien, verstanden als Aussageschemata in Bezug auf etwas Seiendes. Aristoteles führt mit den Kategorien eine neue Art logischer Ausdrücke ein, die es erlaubt Prädikate von Subjekten zu unterscheiden und die Prädikate logisch zu klassifizieren. Es geht ihm darum, grundlegend und vollständig die Formen, nach denen einzelne Wörter sinnvoll zu Aussagen verbunden werden können, zu bestimmen. Seine Einteilung der Aussageschemata orientiert sich dabei an einfachen, nicht-zusammengesetzten sprachlichen Ausdrücken wie „Sokrates“, „Mensch“ oder „weiß“. Da Ausdrücke, Begriffe und Bezeichnetes nicht immer klar unterschieden sind, ist auch eine Lesart möglich, nach der zugleich die Wirklichkeit in Typen von Objekten und Eigenschaften eingeteilt wird (im Sinne einer Ontologie). Die hier von Aristoteles eingeführte Terminologie, aber auch die Verknüpfung von Sprache, Logik und Metaphysik blieben bestimmend für die Traditionslinien der abendländischen und der islamischen Philosophie bis in die Neuzeit.

## Überlieferung, Titel und Aufbau derKategorien
Die sehr kurze Schrift Kategorien ist wahrscheinlich nicht ganz vollständig überliefert. Für den fragmentarischen Charakter sprechen das Fehlen einer Einleitung sowie die teilweise abrupten Übergänge zwischen einzelnen Abschnitten. In der überlieferten Fassung besteht sie aus fünfzehn, oft sehr kurzen Kapiteln. Diese Einteilung stammt vermutlich nicht in allen Punkten von Aristoteles selbst, sondern geht möglicherweise auf den späteren Herausgeber seiner Werke, Andronikos von Rhodos, zurück. Auch der Titel ist wohl nicht von Aristoteles, lag aber wahrscheinlich schon Andronikos im 1. Jahrhundert v. Chr. vor. Möglicherweise war der ursprüngliche Titel der Schrift pro tôn topôn („das der Topik Vorausgehende“), mit dem die Schrift in der antiken Literatur teilweise angesprochen wird.
Vermutlich entstand die Schrift Kategorien zu der Zeit des ersten Aufenthaltes des Aristoteles in Athen, als er Mitglied der Platonischen Akademie war. Möglicherweise hat sie Aristoteles erst nach der Topik geschrieben, die ebenfalls eine (leicht abweichende) Aufzählung aller zehn Kategorien aufweist. Die Funktion der Kategorien in den Kategorien scheint gegenüber der in der Topik erweitert, indem nun mit dem Konzept der ersten Substanz (die in der Topik nicht vorkommt) eine These darüber aufgestellt wird, was das ontologisch Grundlegende sein müsste. Da Aristoteles in dieser Theorie die individuellen Einzelgegenstände als Grundlage alles Seienden erklärt, scheint er hiermit implizit ein Konkurrenzmodell zu der Theorie Platons entwickelt zu haben. Nach einigen Interpreten argumentiert dieser dafür, dass die allgemeinen Gegenstände (nämlich die Ideen bzw. die obersten Gattungen) ontologisch prioritär sind. Es ist dabei auffällig, dass Aristoteles Platon – anders als in vermutlich späteren Schriften – bei dieser kritischen Auseinandersetzung niemals nennt und auch keine derartige Theorie explizit kritisiert.
Die Echtheit der Schrift, oder von Teilen der Schrift, insbesondere der Postprädikamente, ist bestritten worden. Gründe hierfür waren, dass Aristoteles sich an keiner anderen Stelle auf die Kategorien bezieht und dass die Substanzlehre der Metaphysik teilweise nicht vereinbar mit der der Kategorien ist. Vereinzelt wurde die Unechtheit schon in der Antike vertreten, vor allem aber im 19. und 20. Jahrhundert. Heute wird im Allgemeinen angenommen, dass die Schrift, von wenigen interpolierten Zeilen abgesehen, von Aristoteles stammt.

## Inhalt

### Vorbereitende Begriffserklärungen

#### Homonymie, Synonymie und Paronymie
| homonym | ein gemalter und ein wirklicher Mensch |
| synonym | Mensch und Rind als Lebewesen          |
| paronym | der Grammatiker und die Grammatik      |

Zu Beginn der Kategorienschrift führt Aristoteles in einem sehr kurzen Kapitel die Begriffe Homonymie, Synonymie und Paronymie ein, die bei ihm eine andere Bedeutung haben als im heutigen Sprachgebrauch. Er nennt solches „Seiendes“ (on, eine andere Übersetzung ist: Dinge) gleichnamig (homonym), das den gleichen Namen (onoma) hat, aber einen unterschiedlichen Wesensbegriff (logos teis ousias). So hat ein gemalter Mensch den Namen „Lebewesen“ (zoon), genauso wie ein wirklicher Mensch den Namen „Lebewesen“ hat. Der dem Namen „Lebewesen“ zugehörige Wesensbegriff ist aber jeweils ein anderer, da der wirkliche Mensch im Gegensatz zum gemalten ein lebendiges Lebewesen ist. Synonym hingegen nennt Aristoteles solches „Seiendes“, das den gleichen Namen und auch den gleichen Wesensbegriff hat. Zum Beispiel hat ein Mensch den Namen „Lebewesen“ und fällt unter den Begriff der „Lebewesen“, genauso wie ein Rind den Namen „Lebewesen“ hat und unter genau denselben Begriff der „Lebewesen“ fällt. Paronym nennt Aristoteles „Seiendes“, das nach etwas anderem nachbenannt wird. So ist der „Grammatiker“ der „Grammatik“ nachbenannt.
Die Bedeutung für die nachfolgende Schrift liegt darin, dass Kennzeichnungen von Wörtern immer dann synonym ausgesagt werden, wenn sie unter eine Art oder Gattung fallen. So kann man das Wort „Sokrates“ durch „Mensch“ oder „Lebewesen“ ersetzen und auf den gleichen Gegenstand Bezug nehmen. Entsprechend ist „weiß“ durch „farbig“ zu ersetzen. Diese Relation ist aber nicht umkehrbar. Man kann die allgemeine Bedeutung von Lebewesen nicht mit dem Individuum Sokrates beschreiben. Homonym ist hingegen ein Wort wie „leicht“, das sich zum einen auf das Gewicht, zum anderen auf die Schwierigkeit beziehen kann. Aristoteles hat an vielen Stellen darauf hingewiesen, dass Wörter wie das Seiende, das Eine, das Gute oder die Gerechtigkeit auf vielfältige Weise ausgesagt werden können. Die Unterscheidung dient somit der Sprachklärung und als Hilfsmittel, um Wörter einer Klasse von Wörtern (also einer Kategorie) zuzuordnen.

#### Unverbundene und verbundene Worte
Aristoteles unterteilt die „sprachlichen Ausdrücke“ (legomena, eine andere Übersetzung ist: Worte) erstens in solche, die in einer „Verbindung“ (symploke) ausgesprochen werden, wie „der Mensch läuft“. Und zweitens in solche, die ohne eine Verbindung ausgesprochen werden, wie „Mensch“, „Stier“ oder „läuft“. (Cat 2, 1a16ff)
Die ohne Verbindung ausgesprochenen Wörter, wie „Mensch“ oder „läuft“ können weder wahr noch falsch sein. Wahr oder falsch können nur in Verbindung ausgesprochene Wörter sein, wie „der Mensch läuft“ (der gemeinte Mensch könnte ja auch sitzen). In Verbindung ausgesprochene Worte ergeben entweder eine Bejahung („der Mensch läuft“) oder eine Verneinung („der Mensch läuft nicht“). (Cat 4, 2a4ff.)
Gegenstand der Kategorienschrift sind die unverbundenen Wörter. Dabei lässt Aristoteles die Ergänzungswörter eines Satzes (Synkategoremata wie Präpositionen, Pronomen oder Konjunktionen) außer Acht. Auch die Kopula zählt nicht dazu. Ihm geht es nur um Wörter (singuläre und generelle Terme), die in einer Aussage (einem wohlgeformten Subjekt-Prädikat-Satz) die Stelle eines Gegenstandes oder eines Prädikates einnehmen und etwas bezeichnen (einen Bezugsgegenstand haben). Verbundene Wörter sind Thema der im Organon direkt den Kategorien nachfolgenden Schrift über die „Lehre vom Satz“ (Peri Hermeneias). Die Frage der Möglichkeiten zur Verbindung von Wörtern wurde bereits in der Platonischen Akademie diskutiert und findet sich im Dialog Sophistes (262-264) wieder, der in der Zeit entstand, als Aristoteles Mitglied war. Zu den dort entwickelten Gedanken nimmt Aristoteles aber nicht unmittelbar Stellung.

#### Dashypokeimenon
Ein Hypokeimenon ist das, was in einem individuellen Gegenstand seinen unveränderlichen Gehalt ausmacht. Eine Straße kann nass oder trocken sein, überfüllt, abgelegen, gut erreichbar oder hell beleuchtet, es bleibt immer eine (bestimmte) Straße. Der Begriff hypokeimenon kann mit „Subjekt“, „Substrat“ oder „Zugrundeliegendes“ übersetzt werden. Das Zugrundeliegende umfasst die Merkmale in einem Individuum, die regelmäßig auch in anderen Individuen derselben Gattung wiederzufinden sind. Ein Beispiel für ein Zugrundeliegendes ist ein bestimmter, einzelner Mensch, wie etwa „Sokrates“ oder ein einzelnes, bestimmtes Pferd. Von einem solchen Zugrundeliegendem kann nun etwas ausgesagt werden, was es näher bestimmt, wie etwa „Sokrates ist ein Mensch“ oder „Sokrates geht“. Das Zugrundeliegende ist das grammatisch-logische Subjekt einer Aussage. Ontologisch ist es ein Träger von Eigenschaften und Merkmalen. Ein Zugrundeliegendes ist unteilbar und der Zahl nach Eins, ein individueller Gegenstand als Ganzes, was zur Folge hat, dass es selbst nicht von einem anderen Gegenstand als Merkmal ausgesagt werden kann. Eine tiefer gehende Analyse des Begriffs mit der Unterscheidung nach Form und Materie findet sich in der späteren Schrift Über Entstehen und Vergehen (De generatione et corruptione I 4, 319b 6 – 320a 7).

#### Die vier Arten des Seienden
|                                                             | ist nicht in einem hypokeimenon (Substanzielles)                   | ist in einem hypokeimenon (Nicht-Substanzielles)                                                                        |
| wird nicht von einem hypokeimenon ausgesagt (Individuelles) | 1. erste Substanz (das Individuum „Sokrates“)                      | 2. individuelle Eigenschaft (das an einem Pferd wahrgenommene „weiß“ oder das an Sokrates wahrgenommene „sprachkundig“) |
| wird von einem hypokeimenon ausgesagt (Allgemeines)         | 3. zweite Substanz (die Art „Mensch“ oder die Gattung „Lebewesen“) | 4. allgemeine Eigenschaft (das „Weiße“ oder die „Sprachkundigkeit“)                                                     |

Aristoteles unterscheidet vier verschiedene Arten des „Seienden“ (on). Zur Unterscheidung dieser vier Arten benutzt er zwei Einteilungskriterien:
- Von einem Zugrundeliegenden ausgesagt werden. Erstens kann alles Seiende entweder von einem Zugrundeliegenden ausgesagt werden (wie in der Aussage „Sokrates ist ein Mensch“ der Begriff „Mensch“ von dem Zugrundeliegenden „Sokrates“ ausgesagt wird) oder nicht von einem Zugrundeliegendem ausgesagt werden (wie ein bestimmtes an einem Zugrundeliegenden wahrgenommenes „weiß“ zwar in diesem Gegenstand ist, aber nicht von ihm ausgesagt wird, man sagt nicht: „Sokrates ist ein Weiß“).
- In einem Zugrundeliegenden sein. Zweitens kann alles Seiende entweder in einem Zugrundeliegenden sein (wie ein bestimmtes an einem Zugrundeliegenden wahrgenommenes „weiß“ in diesem ist) oder nicht in einem Zugrundeliegenden sein (wie der Begriff „Mensch“ nicht in dem Zugrundeliegendem „Sokrates“ ist, sondern nur von ihm ausgesagt werden kann). Aristoteles weist hier darauf hin, dass er erstens, mit diesem In-etwas-sein nicht einen Teil eines Zugrundeliegenden meint, also nicht etwa den Bart oder einen Arm des Sokrates. Und zweitens, etwas das alleine, also ohne dass es in Sokrates oder einem anderen Zugrundeliegenden ist, nicht sein kann.

Alles, was es gibt (alles „Seiende“), steht also immer in zwei Beziehungen zu einem Zugrundeliegenden, woraus sich vier verschiedene Arten des „Seienden“ ergeben:
1. Etwas ist nicht in einem Zugrundeliegenden und wird nicht von einem Zugrundeliegenden ausgesagt. Dies ist die Ousia, das primäre Seiende, die erste Substanz.
Beispiel: „dieser Mensch“. So ist ein konkretes, bestimmtes Einzelding wie „dieser Mensch“ nicht in einem Zugrundeliegenden und kann auch von keinem Zugrundeliegenden ausgesagt werden (sondern, so könnte man ergänzen, ist selbst ein Zugrundeliegendes).
2. Etwas ist in einem Zugrundeliegenden und wird nicht von einem Zugrundeliegenden ausgesagt. Dies ist eine individuelle Eigenschaft.
Beispiel: „weiß“. Ein bestimmtes, einzelnes „weiß“ kann nur in einem Zugrundeliegenden sein, wie zum Beispiel „Sokrates“ selbst oder sein Bart weiß ist. Man kann aber nicht aussagen: „Sokrates ist ein Weiß“.
3. Etwas ist nicht in einem Zugrundeliegenden und wird von einem Zugrundeliegenden ausgesagt. Dies sind Arten und Gattungen, die Allgemeinbegriffe einer Ousia.
Beispiel: „Mensch“. „Mensch“ kann vom Zugrundeliegenden „Sokrates“ ausgesagt werden: „Sokrates ist ein Mensch“. Der Begriff „Mensch“ ist aber nicht in Sokrates.
4. Etwas ist in einem Zugrundeliegenden und wird von einem Zugrundeliegenden ausgesagt. Dies sind die allgemeinen Eigenschaften, die Universalien.
Beispiel: „Wissenschaft“. So kann der Begriff „Wissenschaft“ vom Zugrundeliegenden „Sprachkenntnis des Sokrates“ ausgesagt werden: „Die Sprachkenntnis des Sokrates ist eine Wissenschaft“ und ist gleichzeitig in der Seele des Zugrundeliegenden Sokrates.

In dieser Vierteilung ist der Kern der Überlegungen von Aristoteles über das Seiende enthalten, die er in der Kategorienschrift grundlegend entwirft und mit weiteren und tiefer gehenden Analysen in seinem anderen Werk, insbesondere in der Metaphysik weiter verfolgt. Etwas, was nicht als Eigenschaft von etwas anderem ausgesagt werden kann, ist ein selbständiger Gegenstand, ein konkretes Einzelding, ein in sich abgegrenztes Individuum, das die Grundlage des Seienden bildet. Es ist Träger von Eigenschaften. Ein Individuum kann in einem prädikativen Satz nicht die Stelle eines Prädikates einnehmen. Demgegenüber stehen nicht-substanzielle Eigenschaften wie Krankheit, Wissen oder Farben. Diese sind nicht aus sich selbst heraus, sondern nur abhängig seiend. Sie existieren nur, wenn sie als Eigenschaft oder Merkmal in einem Einzelding wirklich geworden sind. Man kann diese Allgemeinbegriffe als Eigenschaftsuniversalien bezeichnen. Sie unterscheiden sich von den Substanzuniversalien dadurch, dass sie durch ein „In-Sein“ in den Einzeldingen gekennzeichnet sind. Die Sammelbegriffe für Arten (eidos, lat. species) und Gattungen (genos) sind hingegen nicht in den Einzeldingen, sondern können nur über diese ausgesagt werden. Von einem bestimmten Menschen kann man aussagen, dass er der Definition eines Menschen entspricht, von der Art der Menschen, dass sie der Definition der Gattung Lebewesen entspricht. Eine natürliche Art (species infima) ist die Art, die nicht mehr in weitere Arten unterteilbar ist. Sie umfasst mindestens ein Individuum, das die spezifische Artdifferenz besitzt. Auch Arten und Gattungen gibt es nur, wenn Einzeldinge existieren, die aufgrund einer spezifischen Artdifferenz zu einem solchen Sammelbegriff zusammengefasst werden können. Weil Substanzuniversalien in Aussagen die gleiche Funktion übernehmen können wie Individuen und aus diesen auch abgeleitet sind, unterscheidet Aristoteles im fünften Kapitel (s. u.) zwischen erster und zweiter Substanz.
Besondere Probleme der Interpretation innerhalb der Vierteilung bereiten die individuellen Eigenschaften, also die Art der Beziehung von Eigenschaftsuniversalien und Individuen, insbesondere in Hinblick auf die Frage, ob es sich bei jenen um eigenständige Entitäten handelt. Aristoteles sagt: „Mit „in einem Zugrundeliegenden“ meine ich, was in etwas ist, nicht als ein Teil, und nicht getrennt von dem existieren kann, worin es ist.“ (cat 2, 1a 24-25) Die traditionelle Interpretation, für die John Lloyd Ackrill steht, formuliert hier eine „Untrennbarkeitsregel“, nach der die individuelle Eigenschaft nicht mehr existiert, wenn der jeweilige Eigenschaftsträger nicht mehr existiert. Das Problem liegt darin, dass Eigenschaften etwas Allgemeines sind, das normalerweise nicht durch ein individuelles Einzelnes beschränkt werden kann. Die Antwort der traditionellen Interpretation besagt, dass die jeweilige Eigenschaft in einem einzelnen Träger individualisiert wird. Die Weisheit des Sokrates ist nicht die gleiche wie die Platons, sondern jeweils eine bestimmte. Die Untrennbarkeitsregel hat den Zweck (gegen Platons Ideen) sicherzustellen, dass man nicht neben der in Sokrates individuierten Weisheit eine separat existierende allgemeine Entität der Weisheit annehmen kann. Ausgelöst wurde die Debatte durch Gwilym Ellis Lane Owen mit der These, dass man von Individualisierung nur deshalb redet, weil die betrachteten Eigenschaften nicht genügend spezifiziert werden. Für jede Eigenschaft ist jedoch vorstellbar, dass sie sich in einem anderen Subjekt wiederholen kann. Das Weiß im Bart des Sokrates lässt sich auch in einem anderen Bart wieder finden. Solange die Wiederholung der Farbe nicht festgestellt wird, handelt es sich um eine andere Farbe. Gegen diese Auffassung steht der prinzipielle Widerspruch zwischen (raum – zeitlicher) Individualität und Wiederholbarkeit. Eine dritte Interpretation von Michael Frede betrachtet eine individuelle Eigenschaft als ein Akzidenz, das eine eigenständige Entität ist, solange es überhaupt Gegenstände gibt, in denen sie sein kann. Solange es Bärte gibt, können diese auch Träger des Weißes aus dem Bart von Sokrates sein. Zur Demonstration zieht Frede u. a. eine Stelle aus dem 5. Kapitel der Kategorienschrift heran: „Wiederum. Farbe ist am Körper, folglich auch an einem individuellen Körper, denn wenn sie nicht an irgendeinem individuellen Körper ist, dann auch nicht an Körper überhaupt.“ (cat 5, 2b 1-3) Farbe ist für Frede etwas Allgemeines, das jeweils einen konkreten Einzelgegenstand zum Subjekt hat. Man kann die in einem Individuum auftretende Eigenschaft auch als infima species (artbildende Differenz) einer Eigenschaft oder eines Merkmals auffassen. Christof Rapp hält sowohl die traditionelle als auch die fredische Interpretation für möglich.

#### Transitivität von Individuum, Art und Gattung
Im dritten Kapitel stellt Aristoteles fest, dass eine Aussage über etwas, das nicht ein Zugrundeliegendes ist, auch für das diesem Zugrundeliegende gilt. Sagt man z. B., Menschen seien Lebewesen, so ist auch der einzelne Mensch ein Lebewesen. Aristoteles beschreibt hier die Relation „wird ausgesagt von“. Dabei ist darauf zu achten, dass dieser Schluss nicht richtig ist, wenn die Relation nicht in beide Richtungen den gleichen Gehalt hat. So ist die Aussage „ist Sohn von“ nur auf einer Ebene anwendbar, nämlich vom Sohn zum Vater. Hingegen kann man die Relation „ist Nachkomme von“ sowohl auf den Vater als auch auf den Großvater oder andere Vorfahren anwenden.
Aristoteles weist ergänzend darauf hin, dass Arten, die zu verschiedenen Gattungen zählen, eine verschiedene Artdifferenz aufweisen. So kann man Lebewesen etwa in Gangtiere, Zweifüßer, Flugtiere oder Wassertiere unterscheiden. Die Gattung Wissenschaft dagegen benötigt andere Unterscheidungen. Merkmale, die auf Lebewesen anwendbar sind, können andererseits auf die Unterarten der Flug- und Wassertiere angewendet werden. In der Rezeption wird kritisch angemerkt, dass Aristoteles keine klare Darlegung des Unterschiedes einer Prädikation über die Beziehung von Gattung und Art (Teilmenge) einerseits und von Art und Individuum (Mengenelement) andererseits vorgenommen hat. Dagegen kann man einwenden, dass Gattungen und Arten nicht als Mengen und Teilmengen, sondern als eigenständige Strukturen, als unbestimmte Allgemeine, zu betrachten sind. Ein anderer Einwand gegen diese Kritik ist, dass Aristoteles hier nicht über Prädikationen, sondern über die Benennung (Kennzeichnung) von Individuen und deren Implikationen bzw. Konnotationen (metalepsis) spricht.
Die hier dargestellte Beziehung wird in der Linguistik mit den Begriffen hyperonym und hyponym bezeichnet und ist eine zentrale semantische Relation in semantischen Netzen, Taxonomien und Thesauri.

### Die Kategorien (4. bis 9. Kapitel)

#### Die Liste der Kategorien
Aristoteles zählt eine Liste von zehn verschiedenen Arten von „Worten“ (legomena) auf, die so genannten zehn Kategorien. Ein ohne Verbindung gesprochenes Wort bezeichnet nach Aristoteles entweder ein Ding, eine Größe, eine Beschaffenheit, eine Beziehung, einen Ort, eine Zeit, einen Zustand, ein Haben, ein Tun oder ein Erleiden. (Cat 4, 1b 25ff)
| deutsch                     | altgriechisch | lateinisch | Frage                          | Beispiel                                      |
| --------------------------- | ------------- | ---------- | ------------------------------ | --------------------------------------------- |
| 1. Ding, Substanz           | ousia         | substantia | Was ist etwas?                 | der Mensch, das Pferd                         |
| 2. Quantität, Größe         | poson         | quantitas  | Wie viel/groß ist etwas?       | (ist) zwei Ellen lang, (ist) drei Ellen lang  |
| 3. Qualität, Beschaffenheit | poion         | qualitas   | Wie beschaffen ist etwas?      | weiß, sprachgelehrt                           |
| 4. Relativum, Bezogenes     | pros ti       | relatio    | Worauf bezieht sich etwas?     | doppelt, halb, größer                         |
| 5. Wo, Ort                  | pou           | ubi        | Wo ist etwas?                  | (ist) auf dem Marktplatz, im Lykeion          |
| 6. Wann, Zeit               | pote          | quando     | Wann ist etwas?                | (war) gestern, voriges Jahr                   |
| 7. Lage, Zustand            | keisthai      | situs      | In welcher Position ist etwas? | liegt, sitzt                                  |
| 8. Haben                    | echein        | habitus    | Was hat etwas?                 | hat Schuhe an, bewaffnet (= trägt eine Waffe) |
| 9. Tun, Wirken              | poiein        | actio      | Was tut etwas?                 | schneidet, brennt                             |
| 10. Erleiden                | paschein      | passio     | Was erleidet etwas?            | wird geschnitten, wird gebrannt               |

Die hier aufgeführte Liste der 10 Kategorien erscheint bei Aristoteles erstmals in der Topik (Top I 9, 103b 22), wo sich Aristoteles mit den Prinzipien der dialektischen Argumentation, mit korrekten Aussageweisen, insbesondere in Hinblick auf Definitionen und Schlussfolgerungen (Syllogismen) auseinandersetzt. Der einzige Unterschied ist die Bezeichnung der ersten Kategorie, die in der Topik „Was ist etwas“ (ti estin) heißt. Die Antwort auf diese Frage kann entweder eine Kennzeichnung einer Substanz (ein Wesensmerkmal, nicht die Substanz selbst) oder eine Aussage über diese erste Substanz sein, die unter eine der neun übrigen Kategorien fällt. Thema der Topik sind die Gattungen der Prädikate und nicht die Gattungen des Seienden. In der Topik weist Aristoteles zudem darauf hin, dass jede Aussage zugleich unter eine der Prädikabilien fällt, also entweder Definition, Gattung, Proprium oder Akzidenz ist. Kategorien und Prädikabilien schließen sich also nicht aus, sondern sind unterschiedliche Kriterien zur Beurteilung des Ausgesagten. Durch die Analyse von Aussageweisen auf ihren begrifflichen Status hin wird es möglich, Sinnverschiebungen und Fehlschlüsse, wie sie in der Eristik und in der Sophistik seinerzeit verbreitet waren, zu vermeiden oder zu kritisieren. Beispiele hierfür lieferte Aristoteles in den Sophistischen Widerlegungen (z. B. Soph el. 22, 178 b 24 ff), aber auch in anderen Schriften, etwa gegen Parmenides (Phys. I 3) oder Platon (An. Post. I 22, 83a 24ff sowie in Hinblick auf das Gute in EN I4, 1096a 11ff).
In der Topik erläutert Aristoteles auch die Funktion der Begriffe homonym und synonym für die Kategoriensystematik. Während Ausdrücke, die innerhalb einer Kategorie liegen (also Individuum, Art, Gattung), synonym sind, ist ein Begriff wie das Gute homonym, er ist äquivok. „Es ist auch auf die Formen der Kategorien im Blick auf das Wort zu achten und zu prüfen, ob sie in allen Fällen dieselben sind. Sind sie nämlich nicht dieselben, dann ist der sprachliche Ausdruck offenbar homonym. So ist das Gute in der Nahrung das, was Lust hervorruft, in der Heilkunst dagegen das, was Gesundheit bewirkt. Auf die Seele bezogen, bezeichnet ‚gut‘ eine Qualität, z. B. ‚besonnen‘, ‚mutig‘ oder ‚gerecht‘; das Gleiche gilt, wenn man ‚gut‘ auf den Menschen bezieht. Bisweilen bezeichnet das Gute das Wann, wie z. B. was zur rechten Zeit geschieht, ein Gut ist; denn als Gut wird bezeichnet, was zur rechten Zeit geschieht. Häufig bezeichnet gut auch die Quantität, wie z. B. ‚maßvoll‘; denn man nennt auch das Maßvolle ein Gut. Es handelt sich also bei ‚gut‘ um einen homonymen Ausdruck.“ (Top I 15, 107a 3-11) Hier steht die sprachlogische Funktion der Kategorien in der Auseinandersetzung mit sophistischen Argumentationen im Vordergrund. „Es ist auch klar, wie man den Schlüssen zu begegnen hat, die auf der gleichen Bezeichnung dessen beruhen, was nicht das gleiche ist, da wir die verschiedenen Formen der Kategorien besitzen.“ (Soph. el. I 22, 178a 4-6).
Indem in der Kategorienschrift die erste Kategorie nun Ousia genannt wird, liegt auch der Schwerpunkt der Analyse nicht mehr in der Sprachanalyse, sondern im Erklären des Seienden. Dabei spielt die Unterscheidung von erster und zweiter Substanz eine wesentliche Rolle, die in den späteren Werken nicht wieder aufgenommen wird. Der Begriff der Substanz ist der zentrale Begriff der Metaphysik, wobei die erste Substanz durch die Unterscheidungen von Materie und Form oder Möglichkeit und Wirklichkeit bzw. Akt und Potenz erst in der reiferen Philosophie des Aristoteles einer tiefer gehenden Analyse unterzogen wird. Bei der Untersuchung der verschiedenen Verwendungsweisen des Wortes „seiend“ in den späteren Schriften (Met. V 7, 1017a 22 -30; VI 2, 1026a 33; VII 1, 1028a 10 – 13) wird das Seiende durch die Kategorien abgegrenzt (horistai to on, Met VII 3, 1029a, 21). Aristoteles spricht dort direkt von den „Kategorien des Seienden“ (kategoriai tou ontos; Met V 28, 1024b 13; IX 1, 1045 b 28; Phys. III 1, 200b 28). Die Kategorien dienen der Analyse des Seienden, insofern es ausgesagt wird.
„An sich zu sein aber wird von all dem gesagt, was die Formen der Kategorien [schemata ton kategorion] bezeichnen; denn so vielfach diese ausgesagt werden, soviele Beudeutungen des Seins bezeichnet sie.“ (Met. V 7, 1017a 22 – 24)
Dieser unmittelbare ontologische Bezug ist in der Kategorienschrift noch nicht so eindeutig. Bei dem Versuch, den Zweck der Kategorien in diesem Werk zu bestimmen, sind in der Interpretationsgeschichte verschiedene Vorschläge gemacht worden. Das Spektrum der Auffassungen antiker Kommentatoren, über die Simplikios berichtet, ist dabei den neuzeitlichen Interpretationen vergleichbar. Nach Simplikios gab es die Meinungen, die Kategorien seien
1. sprachliche Ausdrücke, die bezeichnen (phonai semainousai) oder
2. mittels sprachlicher Ausdrücke bezeichnete Dinge (symainomena pragmata) oder aber
3. Gedanken (hapla noemata).

Simplikios selbst lehnte alle drei Positionen als zu einseitig ab. Vielmehr formulierte er in Übereinstimmung mit Porphyrios eine differenzierte Funktion der Kategorien: „Sie sind die einfachsten sprachlichen Ausdrücke, welche die Dinge bezeichnen, insofern sie bezeichnend sind, aber nicht, insofern sie bloß Sprachformen sind.“ Einen wesentlichen Beitrag zur neuen Diskussion um die Kategorien im 19. Jahrhundert leistete Friedrich Adolf Trendelenburg, der (gerade im Gegensatz zu Simplikios) den Zusammenhang mit den grammatischen Funktionen im Satz betonte. Hermann Bonitz hingegen verstand die Kategorien als reine Seinsweisen. Bei Otto Apelt stehen die sprachlogischen Aussageweisen im Vordergrund. Er bezeichnete die Kategorien als „Gattungen von Prädikaten“. Karl Bärthlein verwies auf das Argument, dass die 2.–9. Kategorie, weil diese von der Substanz abhängig sind, gar keine eigenständige ontologische Bedeutung haben könnten. Für Franz Clemens Brentano wiederum waren die Kategorien „oberste Begriffe“ oder „höchste Begriffe von positiven Prädikaten“, haben also eine eigene Realität. Unmittelbar gegen die Auffassung einer Realität der Kategorien stellte sich Martin Heidegger mit der Feststellung „Kategorien sind nicht ‚reale Begriffe‘, sondern Fachwerk, in welches alle realen Begriffe eingetragen sind! Nicht die Dinge in ihrer wirklichen Beschaffenheit werden darin beschrieben und nicht schon festbestimmte Gattungsbegriffe (γένη!), sondern die Bedingungen der Möglichkeit von Gattungen überhaupt.“ Kategorien beziehen sich auf die Ebene des Seins des Seienden, sie sind „Bestimmungen, die jedem Sein schon zugrunde liegen, die jedes Seiende sein muß, wenn es sein soll.“ Die zweifache Bedeutung der Kategorien (semantisch als Aussageform und ontologisch als Wirklichkeitsgehalt) hebt Ingemar Düring hervor. „Sie dienen als Instrumente zur Klassifikation der Arten der Bewegung und Veränderung; sie beschreiben verschiedene Formen oder Äußerungen des Seins und keine der Kategorien kann auf eine andere oder auf eine gemeinsame ἀρχή [arché = Ursprung] zurückgeführt werden.“ Andreas Graeser beschreibt die Kategorien als „Bedeutungsklassen, natürliche Klassen von Dingen“, die also sowohl einen sprachlogischen als auch einen ontologischen Gehalt haben. Dies betont auch Klaus Oehler: „Wie überall bei Aristoteles zielen auch in der Kategorienanalyse die Untersuchungen des sprachlichen Ausdrucks auf die zugrundeliegenden logischen und noematischen [erkenntnistheoretischen] Strukturen und schließlich auf die für ihn fundamentalen ontischen Gegebenheiten.“ Michael Frede hat unter Einbeziehung der Topik drei Verwendungen des Begriffs der Kategorien unterschieden: (i) Kategorien im technischen Sinne des Wortes als Prädikationen, (ii) Klassen von Prädikaten bestimmt durch die jeweils in Rede stehende Prädikation sowie (iii) als höchste Klassen des Seienden. Letztere Bedeutung findet sich nur in der Kategorienschrift. Ludger Jansen ist der Auffassung, dass die Kategorien unterschiedliche logisch-dialektische und ontologische Funktionen erfüllen, die dazu führen, dass den jeweiligen Kategorien unterschiedliche Elemente zugeordnet werden.
Die grundlegende Bedeutung der Kategorien für die aristotelische Philosophie wird durch die Vielzahl der in verschiedenen Werken zu findenden Aufzählungen deutlich. Klaus Oehler hat hierzu eine Liste mit über 60 Nennungen von mindestens drei Kategorien zusammengestellt. Ein klassisches Beispiel ist die Strukturierung des Guten in der Nikomachischen Ethik: „Da ferner das Gute in gleich vielen Bedeutungen mit dem Seienden ausgesagt wird (denn es steht in der Kategorie der Substanz, z. B. Gott, Verstand, in der der Qualität: die Tugenden, der Quantität: das rechte Maß, der Relation: das Brauchbare, der Zeit: der rechte Moment, des Ortes: der Erholungsaufenthalt u. s. w.), so gibt es offenbar kein Allgemeines, das gemeinsam und eines wäre. Denn dann würde man von ihm nicht in allen Kategorien, sondern nur in einer sprechen.“ (EN 1096a)

#### Die Substanz (5. Kapitel)
Der Liste der Kategorien folgt in einer Art Phänomenologie eine nähere Betrachtung der wichtigsten einzelnen Kategorien. Die erste Kategorie – nicht nur der Reihenfolge nach – ist die Ousia. Die Substanz ist das Hauptsächliche und Vorzügliche, weil sie das Subjekt ist, auf das sich jede Aussage bezieht. Mit dieser These stellt sich Aristoteles klar und eindeutig gegen die Ideenlehre seines Lehrers Platon, ohne dies (hier) ausdrücklich anzusprechen. Den Primat in der Untersuchung des Seienden hat uneingeschränkt das Individuum. Nicht das Allgemeine, etwa die von Platon im Sophistes genannten höchsten Gattungen des Denkens (Sein, Ruhe, Bewegung, Identität, Verschiedenheit), hat den Vorrang, sondern das Einzelne, ohne das das Allgemeine nicht existieren kann (Cat 5, 2b 5) Das Problem, dass Platon im Sophistes dem Nichtseienden ein Sein zuweist, kritisiert Aristoteles mit dem Argument, dass das Sein nicht Eines ist, sondern eine nach den Kategorien geordnete Vielheit. (Met. XIV 2, 1088b 35 – 1089a 31) „Im Gegensatz zu Platon greift er die Frage von unten her an: er geht immer von den Naturprozessen aus“. In diesem Gegensatz von aristotelischem Realismus und platonischem Idealismus ist das Universalienproblem zugrunde gelegt, das durch die ganze Philosophiegeschichte bis in die Gegenwart ein wesentlicher Gegenstand der philosophischen Auseinandersetzung wurde.
| \| \| \| \| \| \| \| \| \| \| \| \| \| Zweite Substanz Gattung (Lebewesen) \| \| \| \| \| \| \| \| \| \| \| \| \| \| \| \| \| \| \| \| \| \| \| \| \| \| \| \| \| \| \| \| \| \| \| \| \| \| \| \| \| \| \| \| \| \| \| \| \| \| \| \| \| \| \| \| \| \| \| \| \| \| \| \| \| \| \| \| \| \| \| \| \| \| \| \| \| \| artbildender Unterschied \| \| \| \| \| \| \| \| \| \| \| \| \| \| \| \| \| \| \| \| \| \| \| \| \| \| \| \| \| \| \| \| \| \| \| \| \| \| \| \| \| \| \| \| \| \| \| \| \| \| \| \| \| \| \| \| \| \| \| \| \| \| \| \| \| \| \| \| \| \| \| \| \| \| \| \| \| \| \| \| \| \| \| \| \| \| \| \| \| \| \| \| \| \| \| \| \| \| \| \| \| \| \| \| \| \| \| \| \| \| \| Zweibeinig, vernunftbegabt \| Zweibeinig, vernunftbegabt \| Zweibeinig, vernunftbegabt \| Zweibeinig, vernunftbegabt \| Zweibeinig, vernunftbegabt \| Zweibeinig, vernunftbegabt \| \| \| \| \| \| \| wiehernder einhufiger Vierbeiner \| wiehernder einhufiger Vierbeiner \| wiehernder einhufiger Vierbeiner \| wiehernder einhufiger Vierbeiner \| wiehernder einhufiger Vierbeiner \| wiehernder einhufiger Vierbeiner \| \| \| \| \| \| \| \| \| \| \| \| \| \| \| \| \| \| \| \| \| \| Zweibeinig, vernunftbegabt \| Zweibeinig, vernunftbegabt \| Zweibeinig, vernunftbegabt \| Zweibeinig, vernunftbegabt \| Zweibeinig, vernunftbegabt \| Zweibeinig, vernunftbegabt \| Zweite Substanz: Art Mensch \| Zweite Substanz: Art Mensch \| Zweite Substanz: Art Mensch \| Zweite Substanz: Art Mensch \| Zweite Substanz: Art Mensch \| Zweite Substanz: Art Mensch \| wiehernder einhufiger Vierbeiner \| wiehernder einhufiger Vierbeiner \| wiehernder einhufiger Vierbeiner \| wiehernder einhufiger Vierbeiner \| wiehernder einhufiger Vierbeiner \| wiehernder einhufiger Vierbeiner \| \| \| \| \| \| \| Zweite Substanz: Art Pferd \| Zweite Substanz: Art Pferd \| Zweite Substanz: Art Pferd \| Zweite Substanz: Art Pferd \| Zweite Substanz: Art Pferd \| Zweite Substanz: Art Pferd \| \| \| \| \| \| \| \| \| \| \| \| \| \| \| \| Zweite Substanz: Art Mensch \| Zweite Substanz: Art Mensch \| Zweite Substanz: Art Mensch \| Zweite Substanz: Art Mensch \| Zweite Substanz: Art Mensch \| Zweite Substanz: Art Mensch \| \| \| \| \| \| \| \| \| \| \| \| \| Zweite Substanz: Art Pferd \| Zweite Substanz: Art Pferd \| Zweite Substanz: Art Pferd \| Zweite Substanz: Art Pferd \| Zweite Substanz: Art Pferd \| Zweite Substanz: Art Pferd \| \| \| \| \| \| \| \| \| \| \| \| \| \| \| \| Individuation \| \| \| \| \| \| \| \| \| \| \| \| \| \| \| \| \| \| \| \| \| \| \| \| \| \| \| \| \| \| \| \| \| \| \| \| \| \| \| \| \| \| \| \| \| \| \| \| \| \| \| \| \| \| \| \| \| \| \| \| \| \| \| \| \| \| \| \| \| \| \| \| \| \| \| \| \| \| \| \| \| \| \| \| \| \| \| \| \| \| \| \| \| \| \| \| \| \| \| \| \| \| \| \| \| \| \| \| \| \| \| \| \| \| \| \| \| \| \| \| \| \| \| \| \| \| \| \| \| \| \| \| \| \| \| \| \| \| \| \| \| \| \| \| \| \| Erste Substanz: Sokrates \| Erste Substanz: Sokrates \| Erste Substanz: Sokrates \| Erste Substanz: Sokrates \| Erste Substanz: Sokrates \| Erste Substanz: Sokrates \| \| \| Erste Substanz: Platon \| Erste Substanz: Platon \| Erste Substanz: Platon \| Erste Substanz: Platon \| Erste Substanz: Platon \| Erste Substanz: Platon \| \| \| Erste Substanz: Bukephalos \| Erste Substanz: Bukephalos \| Erste Substanz: Bukephalos \| Erste Substanz: Bukephalos \| Erste Substanz: Bukephalos \| Erste Substanz: Bukephalos \| \| \| \| \| \| \| \| \| \| \| \| \| \| \| |  |                          |                          |                          |                          |                            |                            |                            |                            |                            |                            |                                     |                             |                             |                             |                             |                             |                                  |                                  |                                  |                                  |                                  |                                  |  |  |  |  |  |  |                            |                            |                            |                            |                            |                            |  |  |
| |  |                          |                          |                          |                          |                            |                            |                            |                            |                            |                            | Zweite Substanz Gattung (Lebewesen) |                             |                             |                             |                             |                             |                                  |                                  |                                  |                                  |                                  |                                  |  |  |  |  |  |  |                            |                            |                            |                            |                            |                            |  |  |
| |  |                          |                          |                          |                          |                            |                            |                            |                            |                            |                            |                                     |                             |                             |                             |                             |                             |                                  |                                  |                                  |                                  |                                  |                                  |  |  |  |  |  |  |                            |                            |                            |                            |                            |                            |  |  |
| |  |                          |                          |                          |                          |                            |                            |                            |                            |                            |                            | artbildender Unterschied            |                             |                             |                             |                             |                             |                                  |                                  |                                  |                                  |                                  |                                  |  |  |  |  |  |  |                            |                            |                            |                            |                            |                            |  |  |
| |  |                          |                          |                          |                          |                            |                            |                            |                            |                            |                            |                                     |                             |                             |                             |                             |                             |                                  |                                  |                                  |                                  |                                  |                                  |  |  |  |  |  |  |                            |                            |                            |                            |                            |                            |  |  |
| |  |                          |                          |                          |                          |                            |                            |                            |                            |                            |                            |                                     |                             |                             |                             |                             |                             |                                  |                                  |                                  |                                  |                                  |                                  |  |  |  |  |  |  |                            |                            |                            |                            |                            |                            |  |  |
| |  |                          |                          |                          |                          | Zweibeinig, vernunftbegabt | Zweibeinig, vernunftbegabt | Zweibeinig, vernunftbegabt | Zweibeinig, vernunftbegabt | Zweibeinig, vernunftbegabt | Zweibeinig, vernunftbegabt |                                     |                             |                             |                             |                             |                             | wiehernder einhufiger Vierbeiner | wiehernder einhufiger Vierbeiner | wiehernder einhufiger Vierbeiner | wiehernder einhufiger Vierbeiner | wiehernder einhufiger Vierbeiner | wiehernder einhufiger Vierbeiner |  |  |  |  |  |  |                            |                            |                            |                            |                            |                            |  |  |
| |  |                          |                          |                          |                          | Zweibeinig, vernunftbegabt | Zweibeinig, vernunftbegabt | Zweibeinig, vernunftbegabt | Zweibeinig, vernunftbegabt | Zweibeinig, vernunftbegabt | Zweibeinig, vernunftbegabt | Zweite Substanz: Art Mensch         | Zweite Substanz: Art Mensch | Zweite Substanz: Art Mensch | Zweite Substanz: Art Mensch | Zweite Substanz: Art Mensch | Zweite Substanz: Art Mensch | wiehernder einhufiger Vierbeiner | wiehernder einhufiger Vierbeiner | wiehernder einhufiger Vierbeiner | wiehernder einhufiger Vierbeiner | wiehernder einhufiger Vierbeiner | wiehernder einhufiger Vierbeiner |  |  |  |  |  |  | Zweite Substanz: Art Pferd | Zweite Substanz: Art Pferd | Zweite Substanz: Art Pferd | Zweite Substanz: Art Pferd | Zweite Substanz: Art Pferd | Zweite Substanz: Art Pferd |  |  |
| |  |                          |                          |                          |                          |                            |                            |                            |                            |                            |                            | Zweite Substanz: Art Mensch         | Zweite Substanz: Art Mensch | Zweite Substanz: Art Mensch | Zweite Substanz: Art Mensch | Zweite Substanz: Art Mensch | Zweite Substanz: Art Mensch |                                  |                                  |                                  |                                  |                                  |                                  |  |  |  |  |  |  | Zweite Substanz: Art Pferd | Zweite Substanz: Art Pferd | Zweite Substanz: Art Pferd | Zweite Substanz: Art Pferd | Zweite Substanz: Art Pferd | Zweite Substanz: Art Pferd |  |  |
| |  |                          |                          |                          |                          |                            |                            |                            |                            |                            |                            | Individuation                       |                             |                             |                             |                             |                             |                                  |                                  |                                  |                                  |                                  |                                  |  |  |  |  |  |  |                            |                            |                            |                            |                            |                            |  |  |
| |  |                          |                          |                          |                          |                            |                            |                            |                            |                            |                            |                                     |                             |                             |                             |                             |                             |                                  |                                  |                                  |                                  |                                  |                                  |  |  |  |  |  |  |                            |                            |                            |                            |                            |                            |  |  |
| |  |                          |                          |                          |                          |                            |                            |                            |                            |                            |                            |                                     |                             |                             |                             |                             |                             |                                  |                                  |                                  |                                  |                                  |                                  |  |  |  |  |  |  |                            |                            |                            |                            |                            |                            |  |  |
| |  |                          |                          |                          |                          |                            |                            |                            |                            |                            |                            |                                     |                             |                             |                             |                             |                             |                                  |                                  |                                  |                                  |                                  |                                  |  |  |  |  |  |  |                            |                            |                            |                            |                            |                            |  |  |
| |  | Erste Substanz: Sokrates | Erste Substanz: Sokrates | Erste Substanz: Sokrates | Erste Substanz: Sokrates | Erste Substanz: Sokrates   | Erste Substanz: Sokrates   |                            |                            | Erste Substanz: Platon     | Erste Substanz: Platon     | Erste Substanz: Platon              | Erste Substanz: Platon      | Erste Substanz: Platon      | Erste Substanz: Platon      |                             |                             | Erste Substanz: Bukephalos       | Erste Substanz: Bukephalos       | Erste Substanz: Bukephalos       | Erste Substanz: Bukephalos       | Erste Substanz: Bukephalos       | Erste Substanz: Bukephalos       |  |  |  |  |  |  |                            |                            |                            |                            |                            |                            |  |  |

Bei der Analyse des Begriffs der Ousia unterscheidet Aristoteles nun – entsprechend der Logik des zweiten Kapitels – zwischen erster Substanz (prote ousia) und zweiter Substanz (deutera ousia). „Zweite Substanzen heißen die Arten, zu denen die Substanzen im ersten Sinne gehören, sie und ihre Gattungen. So gehört z. B. ein bestimmter Mensch zu der Art Mensch, und die Gattung der Art ist das Sinnenwesen.“ (Cat 5, 2a 15 – 18) Aristoteles trifft in der Folge eine Reihe von Feststellungen zu den Eigenschaften von Aussagen über Substanzen:
- Cat 5, 2a 19ff: Von einem Subjekt werden entweder der Name oder als Ersatz sein Begriff ausgesagt. Begriff bedeutet bei Aristoteles die Art oder Gattung, unter die die Definition der Substanz fällt, also: dieses da (tode ti) ist Sokrates bzw. dieses da ist ein zweibeiniges, vernunftbegabtes Sinnenwesen. Das gilt nicht für Eigenschaften. Man kann nicht sagen, ein Körper sei die Farbe Weiß.
- Cat 5, 2a 34ff: Zweite Substanzen (die Art Mensch) werden von einem Subjekt ausgesagt, Eigenschaften (das Weiße) sind in oder an einem Subjekt. Beides gibt es nur, wenn es eine erste Substanz gibt. Man könnte nicht sagen, etwas ist weiß, wenn es keine Körper gäbe. Ebenso gäbe es den Begriff Mensch nicht, wenn es nicht einzelne Menschen gäbe. Der Umkehrschluss, die Frage, ob es erste Substanzen geben könnte, wenn es keine zweiten Substanzen oder Eigenschaften gäbe, wird von Aristoteles nicht betrachtet.[51]
- Cat 5, 2b 7ff: Arten sind näher an der Substanz als Gattungen, denn sie sind konkreter. Für Aristoteles gibt es somit eine Hierarchie des Seienden. Je allgemeiner ein Begriff, desto geringer ist die Bestimmtheit und damit der Bezug zum Einzelding. Der Begriff Lebewesen ist weniger Substanz als der Begriff Mensch.
- Cat 5, 2b 29ff: Auch zwischen erster Substanz, zweiter Substanz und Eigenschaften besteht eine hierarchische (transitive) Beziehung. Während zweite Substanzen die Bedeutung einer ersten Substanz bezeichnen, werden mit den Eigenschaften („alles übrige“ = die 2. – 9. Kategorie) die Eigentümlichkeiten ausgesagt. Diese Eigentümlichkeiten gelten genauso, wenn man statt des Namens den Artbegriff verwendet. „Dieser Mensch ist weise“ gilt genauso wie „Sokrates ist weise“, wenn man mit „dieser Mensch“ Sokrates meint.
- Cat 5, 3a 21ff: Ähnlich wie die zweite Substanz ist auch die Artdifferenz (eudopoios diaphora) in keinem Subjekt, sondern wird nur von diesem ausgesagt. Die Merkmale „auf Füßen gehend“ und „zweibeinig“ gelten für mehrere Individuen, werden also von Menschen als Art ausgesagt und (aufgrund der transitiven Beziehung notwendig) auch von Sokrates als einem bestimmten Menschen. Oehler verweist darauf, dass die spezifische Differenz in der Systematik der Kategorien nicht unmittelbar enthalten ist, weil sie zwar eine Eigenschaft beschreibt, aber zur Unterscheidung von Arten innerhalb einer Gattung dient, also quasi dem Begriff der zweiten Substanz innewohnt. Er zitiert die Topik: „Keine Differenz, wie auch das Genus nicht, gehört zu den Akzidenzien, denn es ist nicht möglich, daß die Differenz einem Ding ebenso gut zukommen wie nicht zukommen kann.“ (Top Z 6, 144a 24ff)[52]
- Cat 5, 3a 29ff: Wenn man von „In-sein“ spricht, so sind damit nicht die physischen Teile einer Substanz gemeint. Kopf und Hand sind fester Bestandteil der Substanz Sokrates und können ihm nicht akzidenziell zukommen oder nicht zukommen. Die Artdifferenz unterscheidet sich von den physischen Teilen dadurch, dass sie rein begrifflich gebildet ist. Auch hier kommt ein Unterschied in der ontologischen Auffassung zu Platon zum Ausdruck, bei dem die Eigenschaften noch als Teile sinnlich wahrnehmbarer Gegenstandes gelten. Aristoteles unterscheidet hingegen ontologisch klar zwischen den physischen Teilen und den Eigenschaften (Sachhaltigkeiten), die stets unselbständig sind (siehe auch: Met VII 1, 1028a 13-b 7). Gerold Prauss sieht hierin einen Fortschritt der philosophischen Reflexion.[53]
- Cat 5, 3a 33ff: Alles von Substanzen und Differenzen Abgeleitete wird synonym ausgesagt. Das Gemeinsame von Pflanze und Sinnenwesen – Vermehrung durch Samen – gilt auch für jedes Individuum.
- Cat 5, 3b 10ff: Der Unterschied von erster und zweiter Substanz ist der von Einheit und Vielheit. Die zweite Substanz verhält sich zur ersten wie eine Qualität. Sie ist aber keine Qualität, weil sie nicht unter das Kriterium des In-seins fällt und nicht akzidenziell ist.
- Cat 5, 3b 24ff: Substanzen haben kein konträres Gegenteil. Sie sind nicht an einer bestimmten Stelle weiß und schwarz zugleich.
- Cat 5, 3b 33ff: Bei Substanzen gibt es kein Mehr oder Weniger. Das betrifft nicht die Relation verschiedener Substanzen zueinander, sondern ein Mensch kann nicht mehr Mensch als ein anderer sein. Das Kriterium bezieht sich also nicht auf Akzidenzien, sondern auf Art und Gattung.
- Cat 5, 4a 10ff: Erst Substanzen können aber Konträres in sich aufnehmen. „So wird z. B. ein bestimmter Mensch, obwohl er einer und derselbe ist, bald weiß, bald schwarz, warm und kalt, schlecht und gut.“ Diese Eigenschaft des Wandels haben die anderen Kategorien, die Akzidenzien, nicht. Eigenschaften können selber nicht wieder Träger von Eigenschaften sein Ein bestimmtes Weiß ist unter denselben Umständen immer ein bestimmtes Weiß.
- Cat 5, 4a 22ff: Wie ein kleiner Exkurs wirkt die Feststellung, dass Aussagen die Eigenschaft der Wandelbarkeit fehlt. Rede und Meinung können bald wahr oder bald unwahr sein, nicht weil sich ihre Eigenschaften verändern, sondern der zugrunde liegende Sachverhalt. Die Aussage „Sokrates sitzt“ wird falsch, wenn Sokrates aufgestanden ist. Im Nebenbei vermittelt Aristoteles hier einen realistischen Begriff der Wahrheit, der an die Übereinstimmung von Gedanken/Aussage und Wirklichkeit gebunden ist (Korrespondenztheorie). Das Thema fehlt ansonsten noch in der Kategorienschrift und wird erst in der Metaphysik ausführlicher diskutiert (insbes. im Kapitel über die Modalität der Substanzen, Met. IX, 1051 b).

#### Die Akzidenzien
Alles dasjenige, was in einem Subjekt ist, ist für Aristoteles eine akzidentelle Eigenschaft. Diese können entweder individuell sein oder allgemein (siehe Kapitel 2: die Arten des Seienden). Diese Eigenschaften sind die restlichen neun Kategorien. Sie alle sind ontologisch von einer (ersten) Substanz abhängig, d. h. sie können nicht selbstständig existieren, sondern für sie gilt die Beziehung des In-Seins. Die Diskussion der Haupteigenschaften Quantität, Qualität und Relative findet sich im Begriffslexikon der Metaphysik (Met. V 13, 14, 15) in ähnlicher Weise wieder. Dies ist einer der Belege dafür, dass Aristoteles seine in der Kategorienschrift entwickelte Theorie des Seienden auch im späteren Werk zugrunde legt, wenn auch in Details und in der Perspektive leicht modifiziert.
Quantität (Kapitel 6)
„Ein Quantitatives nennt man das, was so in Bestandteile zerlegbar ist, daß jeder davon, zwei oder mehrere, seiner Natur nach ein Eines und ein bestimmtes Einzelnes ist. Menge ist ein Quantitatives, wenn es zählbar, Größe, wenn es meßbar ist. Menge aber nennt man, was potentiell in Nichtstetiges, Größe aber, was in Stetiges zerlegbar ist.“ (Met. V 13, 1020a 7–11) Eine solche Definition fehlt noch in der Kategorienschrift. Hier setzt Aristoteles unvermittelt mit der Unterscheidung ein, dass einiges Quantitative diskret, anderes kontinuierlich ist. Diskrete Dinge sind abzählbar. Dazu zählt auch die Rede, die aus Silben besteht. Die Teile kontinuierlicher Dinge wie Linie, Fläche, Körper oder Zeit und Ort haben jeweils eine gemeinsame Grenze. Quantitäten können zudem so sein, dass ihre Teile eine Lage zueinander haben wie bei den geometrischen Größen, oder sie sind ohne räumlichen Bezug und weisen stattdessen eine Ordnung, eine Reihenfolge, auf wie die Zeit, Zahlen oder die Rede.
Ein Merkmal des Quantitativen ist, dass es kein Gegenteil hat. Zwei Ellen lang oder drei Ellen lang sind bestimmte Werte, zu denen man nichts Konträres bilden kann. Ebenso gibt es bei der Quantität kein mehr oder weniger, weil sie bestimmt ist. Nicht zum Quantitativen zählen Ausdrücke wie groß und klein, viel und wenig, früher oder später, weil diese eine Bezugsgröße benötigen. Sie gehören in die Kategorie des Relativen; denn ein Hirsekorn kann z. B. als groß und ein Berg als klein bezeichnet werden. Das zuverlässigste Merkmal des Quantitativen ist, dass es entweder gleich oder ungleich ist. Eigenschaften wie Farbe oder Zustände (Qualitäten) sind nicht gleich oder ungleich, sondern ähnlich oder nicht.
Relative (Kapitel 7)
Relative benötigen einen Bezug. Das gilt für vergleichende Wörter wie größer oder doppelt. Aber auch Dinge wie Haltung, Zustand, Wahrnehmung, Wissen oder Lage nennt Aristoteles Relative, denn diese Begriffe erhalten ihre Bedeutung erst durch die Beziehung zu etwas. Eine Haltung ist eine Haltung in Bezug auf etwas, Ein Wissen das Wissen von etwas oder die Lage eine Lage zu etwas. Relative können konträr sein wie Tüchtigkeit und Schlechtigkeit oder Wissen und Unwissen. Sie können auch ein Mehr oder Weniger (eine Intensität) ausdrücken. Es gibt aber auch Relative, für die das nicht gilt. So kann man bei dem Doppelten nicht von mehr oder weniger doppelt reden.
Ein Merkmal des Relativen ist die Umkehrbeziehung, das Reziproke, so zwischen Herr und Knecht oder zwischen doppelt und halb. Dabei ist auf die Begriffsbildung zu achten. So sind Vogel und Flügel nicht reziprok, wohl aber Geflügeltes und Flügel. Man kann die reziproke Beziehung nicht ausdrücken, wenn man nicht die richtige Beziehungsebene wählt wie etwa beim Sklaven eines Menschen die Umkehrbeziehung (der Mensch eines Sklaven) nicht funktioniert. Ein Relatives muss das Eigentümliche der Beziehung zum Ausdruck bringen. Nicht alles Relative ist gleichzeitig. Denn das Wissbare oder das Wahrnehmbare gibt es bereits bevor gewusst oder wahrgenommen wird.
Nicht zum Relativen zählen individuelle Substanzen, auch nicht ihre Teile, obwohl jede Substanz in Beziehung zu etwas steht. Wenn man sagt dieser Berg ist klein (oder groß), so ist das Relative die Kleinheit und nicht der individuelle Berg. Dabei muss aber die Substanz bekannt sein, damit überhaupt über sie ein Relatives ausgesagt werden kann.
Qualität (Kapitel 8)
Qualität definiert Aristoteles als dasjenige, das man die Beschaffenheit nennt (Eigenschaft im engeren Sinne). Im Text spricht er vom Beschaffensein des Menschen, führt aber auch andere Beispiele an. Der Begriff Qualität beinhaltet verschiedenartige Merkmale. Aristoteles unterscheidet vier Typen.
Die erste Art nennt er Haltung (Habitus) und Zustand (Disposition). Der Habitus, z. B. Wissensarten oder Tüchtigkeiten (Fertigkeiten), beschreibt beständigere Eigenschaften, während die Zustände, Wärme oder Gesundheit, sich relativ kurzfristig verändern können. Man kann diese Art der Qualität auch als erworbene Eigenschaften charakterisieren. Die zweite Art der Qualität bezieht sich auf natürliche Eigenschaften, die sich in Fähigkeiten, Vermögen und Unvermögen ausdrücken, z. B. bei einem Boxer. Dazu zahlen auch Eigenschaften wie hart und weich. Die dritte Art nennt Aristoteles affektive Qualitäten, die Gegenstände passiv besitzen, wie süß oder sauer zu sein. Affektiv meint hier, dass diese Eigenschaften bei Sinneswahrnehmungen als solche empfunden werden. Man berührt etwas und merkt, dass es warm oder kalt ist, man isst den Honig und schmeckt, dass er süß ist. Der vierte Typ der Qualität ergibt sich als Figur (Gestalt) oder Form, die Dinge haben können, wie rund oder eckig. Der Unterschied zu den ersten drei Arten der Qualität liegt darin, dass solche Eigenschaften enger mit der Wesensbestimmung eines Gegenstandes verbunden sind. Ein Ball ist rund, ein Würfel ist eckig, ein Blatt ist flach.
Eine besondere Rolle in Bezug auf die Qualität spielt die Ähnlichkeit. Die Ähnlichkeit selbst ist ein Ausdruck aus der Kategorie der Relativa. Denn Ähnlichkeit besteht immer in Bezug auf etwas. (Cat. 7, 6b 9 – 10, 22 – 23). Für jede Qualität aber gilt, dass Ähnlichkeit das alleinige eigentümliche Merkmal ist. „Denn ähnlich ist eines dem anderen nur aufgrund seiner Qualität.“ (Cat. 8, 11a 16 – 17) Ähnlichkeit ist also das Proprium der Qualität. Dabei ist Ähnlichkeit eng verbunden mit dem Merkmal des Mehr oder Minder, während das Proprium der Quantität die Maßgleichheit ist. Im Begriffslexikon bestätigt Aristoteles diese Unterscheidung: „Dasselbe nämlich ist das, dessen Wesen eines ist, ähnlich ist das, dessen Qualität eine ist; und gleich ist das, dessen Quantum eines ist“. (Met V 15, 1021a 11-12)
Aristoteles weist darauf hin, dass seine Analyse nicht vollständig ist und man bei manchen Merkmalen auch diskutieren kann, in welche Kategorien sie gehören, ob z. B. locker und dicht oder glatt und rau nicht eher in die Kategorie der Lage als in die der Qualität gehören, weil diese Eigenschaften dadurch bestimmt sind, wie sich die Positionen der in den Gegenständen enthaltenen Teile zueinander bestimmten. Im Gegensatz zur Quantität gibt es bei der Qualität Gegensätzliches wie schwarz und weiß, spitz und rund, gerecht und ungerecht. Wenn etwas eine Qualität ist, ist auch ihr Gegenteil eine Qualität. Bei manchen Qualitäten gibt es auch ein Mehr oder Minder, etwa bei steil oder laut. Für andere wie geometrische Formen gibt es das nicht.
die anderen Kategorien (Kapitel 9)
Im neunten Kapitel geht Aristoteles noch sehr knapp auf das Tun und Leiden ein und verweist darauf, dass die übrigen Kategorien analog zu dem Vorherstehenden untersucht werden können.

### Die Postprädikamente (10. bis 15. Kapitel)
Vom 10. bis zum 15. Kapitel behandelt Aristoteles Begriffe, die in der Kategorientafel nicht erfasst werden. Es sind dies der „Gegensatz“ (10. und 11. Kapitel), das „Früher“ (12. Kapitel), das „Zugleich“ (13. Kapitel), die „Bewegung“ (14. Kapitel) und das „Haben“ (15. Kapitel). Man hat diese Begriffe später als die Postprädikamente bezeichnet. Die modernen Interpreten sind sich einig, dass diese Begriffe keinen unmittelbaren Bezug zur Kategorienlehre haben. Deshalb geht man auch davon aus, dass die Überleitung, also die Schlussbemerkung im 9. Kapitel (Cat. 11b 10-15) und der Einleitungssatz zum 10. Kapitel (Cat 11b 15-16), nachträglich in den Text aufgenommen wurden, um den Bruch zu mindern. Weil der Bezug zur Kategorienlehre nicht unmittelbar herstellbar ist, wurde bereits in der Antike, so etwa schon bei Andronikos von Rhodos, Zweifel geäußert, ob dieser Teil der Schrift überhaupt echt ist. Solche Zweifel wurden vor allem im 19. Jahrhundert erneuert. Michael Frede, der für die Echtheit plädiert, weist darauf hin, dass zueinander passende Formulierungen in beiden Teilen zu finden sind. Vor allem sieht er ein einheitliches Konzept, wenn man die Schrift nicht unter dem Aspekt der Kategorien, sondern vorrangig unter der Frage betrachtet, welche obersten Begriffe auf vielfältige Weise ausgesagt werden können, also homonym sind. Hierdurch würde das erste Kapitel den Sinn einer Einleitung bekommen. Ein weiterer wichtiger Hinweis für Frede ist die Tatsache, dass der Begriff der Kategorie selbst in der Kategorienschrift nur einmal an einer nachrangigen Stelle (Cat 10b 19-20) vorkommt. Dafür spricht auch, dass in dem Begriffslexikon in Metaphysik V nicht nur die Kategorien, sondern (bis auf die Bewegung) auch die Postprädikamente abgehandelt werden und das gesamte Buch bei Diogenes Laertius den Titel „Über Worte mit vielen Bedeutungen“ (Perì tôn possachôs legoménōn) hat.
Das Entgegengesetzte
Bei der Untersuchung des Begriffs des Entgegengesetzten (antikeimenon) geht Aristoteles nicht mehr auf die Differenz von Substanz und Akzidenz ein, sondern stellt vier Arten des Gegensatzes vor, die sich auch an anderen Stellen seines Werkes finden (Top. II 8 oder Met X 3ff).
- Das Relative (pros ti), das sich durch ein Verhältnis, einen Vergleich oder eine Bezugnahme ergibt wie doppelt und halb, Wissen und Wissbares oder Wissen und Wissenschaft.
- Das Konträre (enantion) kann verschiedene Strukturmerkmale aufweisen. Zum einen gibt es den ausschließlichen Gegensatz wie krank und gesund oder gerade und ungerade. Zum anderen gibt es Konträres, das eine Alternative zulässt, wie gut und schlecht oder schwarz und weiß. Solche Qualitäten müssen nicht als Alternative notwendig vorliegen. In diesen Fällen gibt es dann auch ein Mittleres wie grau. Die genannten Beispiele zeigen veränderliche Eigenschaften. Weiterhin gibt es auch natürliche Gegensätze bei Gegenständen wie kaltem Eis und warmem Feuer, die diese Eigenschaften nicht verlieren.
- Beraubung (steresis – Privation) und Besitz (hexis – Habitus) beziehen sich auf einen Zustand einer Substanz und das Fehlen oder Vorhandensein eines Merkmals wie Blindheit und Sehkraft. Solche Eigenschaften bestehen eigentlich von Natur aus, sind aber nicht notwendig (Proprium). Sie können nur an bestimmten Substanzen vorkommen. Eine Pflanze bezeichnet man nicht als blind und einen Fisch nicht als beinlos.
- Bejahung (kataphasis) und Verneinung (apophasis) gehören systematisch in die Satz- und Urteilslehre und werden vertieft auch in anderen Werken (Int 7 und An.pr. I 1) abgehandelt, weil die Kontradiktion an eine Aussage gebunden ist (Wörter „in Verbindung“). Dort findet sich auch die prinzipielle Beschreibung des logischen Quadrats.

Früher oder später
Auch für den Begriff des früher oder später (proteron – hysteron) nennt Aristoteles vier Aussageweisen.
- temporal: im zeitlichen Sinn
- epistemisch: im Sinn einer Abfolge ist das Einfache früher als das Mehrfache (Zählen)
- ontologisch: im Rahmen einer Ordnung ist das Einfache früher als das Komplexe (Punkt, Linie, Fläche, Körper)
- definitorisch: durch Festlegung von Prioritäten gilt das Bessere, Wichtigere oder Würdigere als früher.

Zugleich
Es gibt Ordnungen und Beziehungen, die nicht unter die Unterscheidung von früher oder später fallen. Dies gilt unter anderem für die Klassifizierung von Gegenständen nach Arten und Gattungen. Sokrates ist zugleich (hama) Mensch und Lebewesen. Wenn etwas doppelt ist, gilt zugleich auch das Halbe. Dinge können zugleich an einem Ort sein, zur gleichen Zeit passieren oder entsprechend der Natur zugleich sein. Letztere stehen nicht in der Beziehung von Ursache und Wirkung, denn dann wären sie zeitlich früher oder später.
Bewegung
Bei der Untersuchung der Bewegung (kinesis) führt Aristoteles sechs Arten an. Dies sind Werden, Vergehen, Zunahme, Abnahme, Veränderung und Ortswechsel. Dabei kann man hier eine Vierteilung sehen, wenn man sich auf die dahinter liegenden Kategorien bezieht; denn das Werden und Vergehen bezieht sich auf eine Substanz, die Zu- und Abnahme auf eine Quantität. Des Weiteren betrifft die Veränderung die Qualität und der Ortswechsel die Kategorie des wo. Das Konträre zur Bewegung ist die Ruhe. Der Begriff der Bewegung, wie ihn Aristoteles hier verwendet, ist sehr weit und umfasst auch den der Entwicklung.
Haben
Der Begriff des Habens (echein), wie ihn Aristoteles an dieser Stelle vorstellt, ist keine Analyse der Kategorie, sondern eine Untersuchung des vielfältigen Sprachgebrauchs. Von Haben spricht man bei einem Habitus (Tugend), von einer Quantität (Größe), von anhaben (Kleider), von Teil sein (eine Hand haben), von etwas enthalten (in einem Gefäß) oder in übertragenen Sinn von einer Beziehung (Mann und Frau, aber nicht im Sinne von Besitzen, sondern von zusammenleben).

## Rezeption

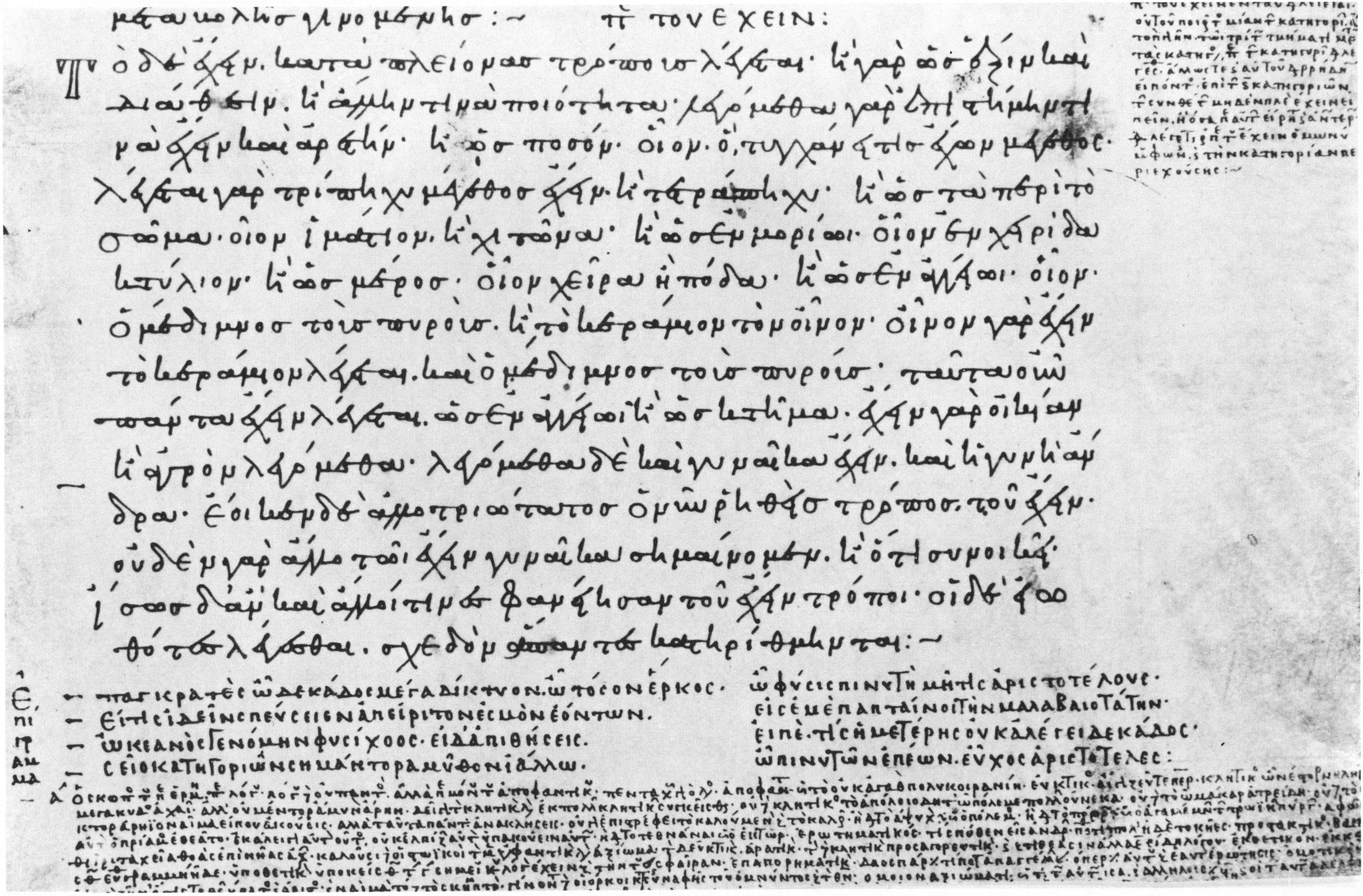
Kategorien 15b14-32 mit Scholien in der 954 geschriebenen Handschrift Venedig, Biblioteca Marciana, Gr. 201, fol. 26r

Im Peripatos, der aristotelischen Schule, hatte die Kategorienschrift ebenso wie in der frühen hellenistischen Philosophie keine besondere Bedeutung. Lediglich die Stoa hatte eine eigene Kategorienlehre entwickelt, die auf eine Einteilung des Realen abzielte und vier Gattungen des Seienden unterschied. Erst mit der Zusammenstellung der Werke von Aristoteles durch Andronikos von Rhodos im 1. Jahrhundert vor Christus, der Kategorien als Einführung an die erste Stelle des gesamten Werkes setzte, gewannen die Kategorien erheblich an Bedeutung. Zusammen mit De Interpretatione wurden die Kategorien das am meisten rezipierte Werk des Aristoteles, vielleicht der Philosophie insgesamt. Beide Schriften waren Grundlage des Philosophieunterrichts seit der römischen Kaiserzeit. Sie wurden in der Folge ins Lateinische (4. Jh.), Armenische, Syrische (5. Jh.), später ins Arabische (9. Jh.), Althochdeutsche (11. Jh.) und danach in andere Sprachen übersetzt.
Schon bald nach Andronikos, der selbst die Echtheit der Postprädikamente bezweifelte, setzte die Praxis ein, zu einzelnen Werken Kommentare zu verfassen. Die Kategorien waren dabei von herausragender Bedeutung. Viele dieser Kommentare sind durch Simplikios bekannt, der einleitend den ihm bekannten Forschungsstand beschrieb. Einer der ersten bedeutenden Kommentatoren neben Boethos von Sidon, einem Schüler des Andronikos, war der Peripatetiker Alexander von Aphrodisias, der die Kategorien als den Anfang der Logik betrachtete. Weitere Kommentatoren im 2. Jahrhundert waren Lukios und Klaudios Nikostratos. Beide setzten sich polemisch kritisch mit den Kategorien auseinander.
Für die folgende Antike blieb der ontologische Gesichtspunkt dominant. Plotin kritisierte in den Enneaden VI Aristoteles’ Kategorienlehre, indem er zu den aristotelischen Kategorien, die sich auf sinnlich wahrnehmbare Welt beziehen, solche hinzufügte, die sich auf die denkbare Welt beziehen. Die Kategorien als Aussageweisen sind nicht ausreichend, das wahre Sein als Solches, seine Essenz, zu erfassen. Um das Sein als Ganzes zu erfassen, muss neben die Kategorien die Einteilung der obersten Gattungen des Denkens (megista genê) treten, wie sie Platon im Sophistes dargelegt hatte. Zugleich hat Plotin die Kategorien für die materielle Welt auf ebenfalls fünf reduziert (Seiendes, Quantität, Qualität, Relation und Bewegung). Sein Schüler Porphyrios verfasste einen Kommentar, mit dem er sich zum Teil von Plotin distanzierte, sowie die im Mittelalter einflussreiche Isagoge (Einführungsschrift in die Kategorien). Während der Kommentar des Iamblichos von Chalkis verloren ging, ist der in Dialogform geschriebene, zwischen Platon und Aristoteles vermittelnde Text seines Schülers Dexippos erhalten. Weitere wichtige und erhaltene Kommentare stammen von Boethius, Simplikios sowie Ammonios Hermeiou. Aus der Ammonius – Schule liegen weitere Kommentare von den neuplatonischen Philosophen Johannes Philoponos, Olympiodoros, Elias und David vor. Während die meisten Kommentare für einführende Schulzwecke geschrieben waren, hat vor allem der Kommentar des Simplikios wie die von Plotin und Boethius einen wissenschaftlich-philosophischen Anspruch. Simplikios argumentierte gegen Plotins Auffassung, Aristoteles’ Kategorien müssten um einen weiteren, sich auf die denkbare Welt beziehenden Kategorientypus ergänzt werden. In der Folge setzte sich die Auffassung durch, dass die aristotelischen Kategorien für eine Beschreibung der Welt hinreichend seien.

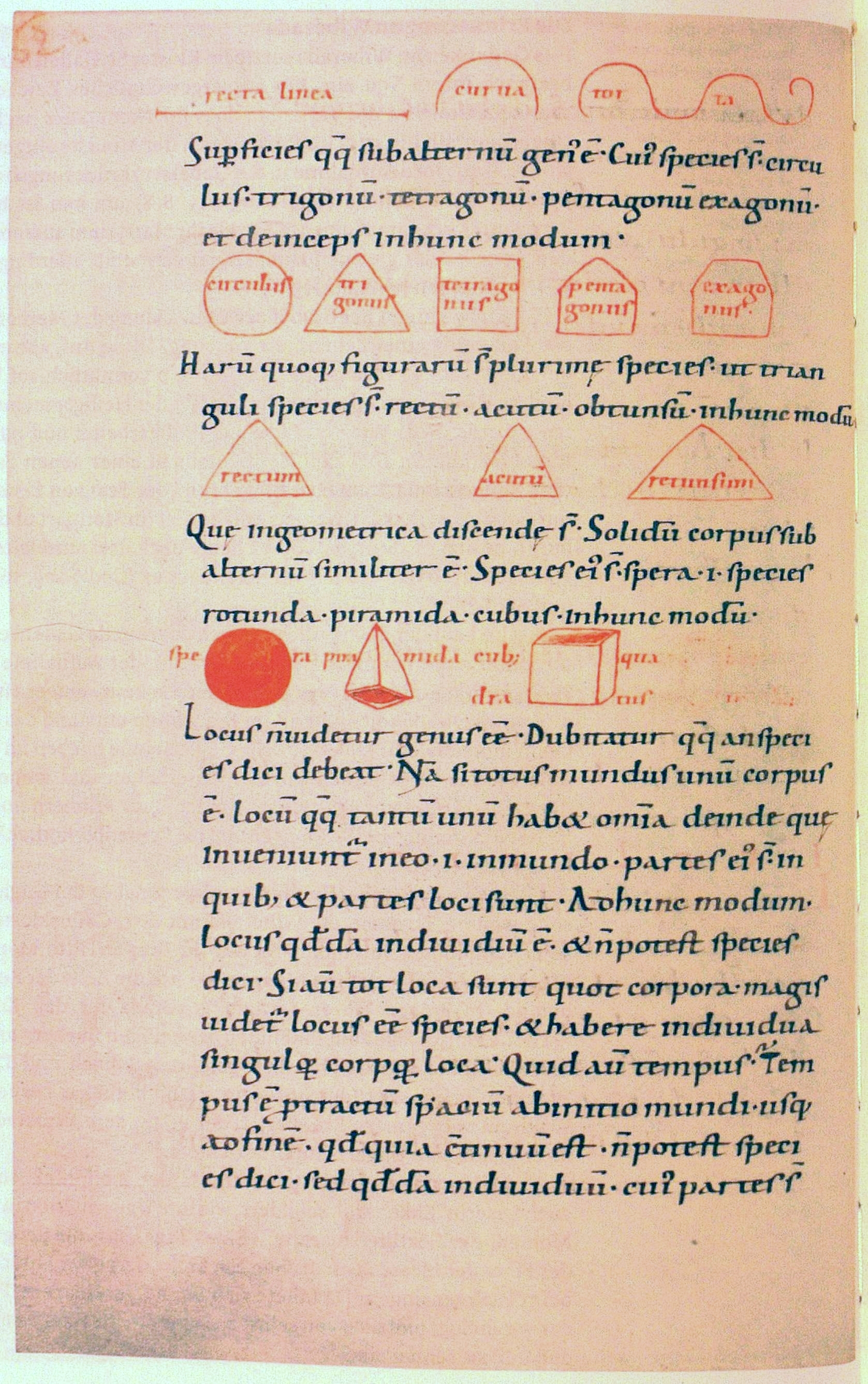
Zeichnung und Erklärung geometrischer Figuren nach Aristoteles im Kommentar Notkers III. zu den Kategorien in der Handschrift St. Gallen, Stiftsbibliothek, Cod. Sang. 818, Seite 62 (11. Jahrhundert)

Im IV. Buch der Confessiones, Kapitel XVI, berichtet Augustinus, dass er mit etwa zwanzig Jahren die Schrift Categoriae decem – eine weit verbreitete freie Paraphrase der Kategorienschrift – gelesen habe. Er habe diese Schrift begriffen, aber dabei nicht verstanden, dass man Gott nicht als Substanz wie alles Seiende im Sinne der Kategorien auffassen könne. Erst im Glauben könne man Gottes Größe und Güte erkennen. Für Augustinus ist Gott die einzige unveränderliche Substanz, die keine Akzidenzien aufweist.
In der Philosophie des Mittelalters bildeten die Kategorien und De Interpretatione bis ins 12. Jahrhundert gemeinsam mit der Isagoge des Porphyrios die – später so genannte – alte Logik, die Logica vetus. Im philosophischen Unterricht des Mittelalters waren diese von Boethius ins Lateinische übersetzten und kommentierten Schriften die Einleitung im Curriculum der Logica. Johannes Scottus Eriugena betrachtete die Kategorien auf der Grundlage der Categoriae decem in Hinblick auf mögliche Gottesprädikate im Dialog „peri physeon I“ Thomas von Aquin versucht eine Deduktion der Kategorien, wobei er die seit der Antike vorherrschende Grundannahme, dass Denken, Sprache und Sein als parallel aufzufassen seien, nicht thematisiert. Diese Grundannahme wird erstmals von Wilhelm von Ockham kritisiert, der die Kategorien aufgrund seines Nominalismus als Verstandesdinge (entia rationis) auffasst; diese Trennung und die daraus resultierende Auffassung lässt sich als Anstoß der neuzeitlichen Erkenntnistheorie ansehen.
Immanuel Kant erwähnt Aristoteles und seine Kategorien in der Kritik der reinen Vernunft. Er kritisiert, dass Aristoteles sie nicht aus einem Prinzip abgeleitet hat. „Es war ein eines scharfsinnigen Mannes würdiger Anschlag des A r i s t o t e l e s, diese Grundbegriffe aufzusuchen. Da er aber kein Principium hatte, so raffte er sie auf, wie sie ihm aufstießen, und trieb deren zuerst zehn auf, die er K a t e g o r i e n (Prädikamente) nannte.“ Da Kant aber darauf abzielte, reine Verstandesbegriffe, die er dann Kategorien nannte, zu finden, steht seine Betrachtung nicht in Übereinstimmung mit der aristotelischen Zielsetzung, unabhängig davon ob man diese als ontologisch, prädikativ oder grammatisch auffasst.

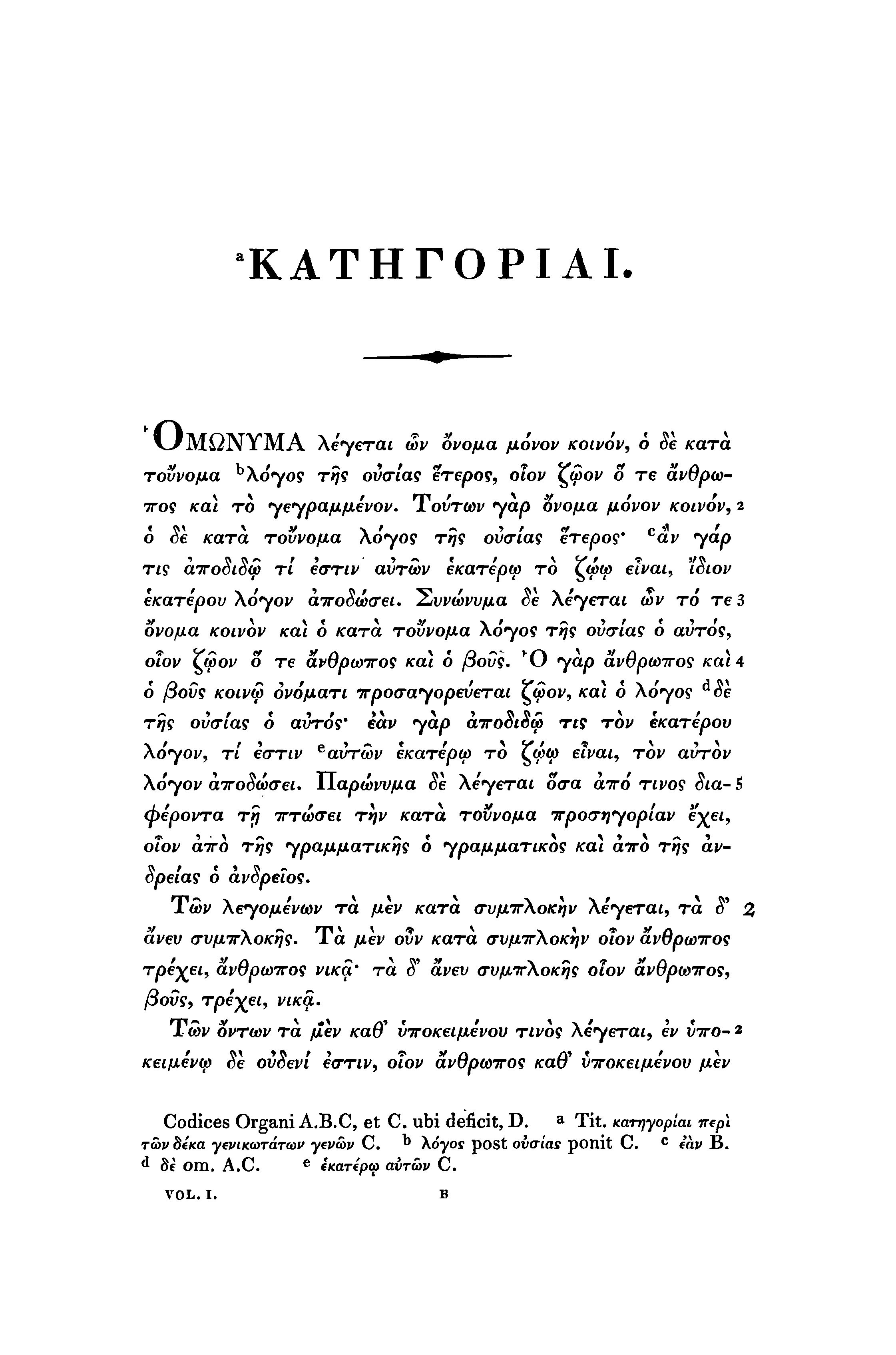
Erste Seite der Kategorien in der Ausgabe von Immanuel Bekker (1834)

John Stuart Mill hielt den Erkenntnisgewinn der Kategorieneinteilung für relativ gering und machte sich sogar lustig: „Es ist ein bloßes Verzeichnis der Unterscheidungen, welches die Sprache des gemeinen Lebens in roher Weise absteckt, indem sie zugleich nur einen sehr schwachen oder gar keinen Versuch macht, durch philosophische Analyse zu dem Rationale auch nur jener gewöhnlichen Unterscheidungen vorzudringen. Eine solche Analyse (auch nur der oberflächlichsten Art) hätte gezeigt, daß die Aufzählung zugleich an Überfluss und an Mangel leidet. Einige Gegenstände sind ausgelassen und andere mehrmals unter verschiedenen Titeln angeführt. Es ist als ob man die lebenden Wesen einteilen wollte in Menschen, Vierfüßler, Pferde, Esel und Ponys.“ Aus Sicht von Mill sind insbesondere Gefühle und Bewusstseinszustände weder unter die Substanzen noch unter die Akzidenzien zu subsumieren.
In der Philosophie der Gegenwart wurde die Kategorienlehre des Aristoteles insbesondere auch in der Ordinary Language Philosophy der Analytischen Philosophie aufgegriffen, prominenterweise von Gilbert Ryle in The Concept of Mind. Kategorien sind für Ryle weder vollständig ableitbar, da ihre Anzahl unbestimmt sei, noch systematisch anzuordnen. Der Strukturalist Émile Benveniste hob hervor, dass die aristotelischen Kategorien von der Struktur der griechischen Sprache abhängig sind. Sie seien eine Umwandlung von Sprachkategorien in Denkkategorien. Er betonte, die Kategorien gebe es nicht in der Realität, sondern diese seien eine Projektion bestimmter linguistischer Typologien des Griechischen auf die Realität. Unmittelbar auf die Kategorienlehre bezieht sich die Vier-Kategorien-Ontologie von Jonathan Lowe. Dieser unterscheidet die Kategorien der Objekte (Substanzen), der Arten (Substanzuniversalien) der Attribute (Eigenschaftsuniversalien) sowie der Modie (Tropen bzw. individuierte Eigenschaften), indem er das Begriffspaar substanziell/nicht substanziell mit der Unterscheidung von partikular und universal kombiniert und hieraus seine vier fundamentalen Kategorien ableitet.

## Textausgaben
Altgriechisch
- Aristoteles: Kategoriai. In: Lorenzo Minio-Paluello (Hrsg.): Aristotelis categoriae et liber de interpretatione. Oxford University Press, Oxford 1949 (maßgebliche kritische Ausgabe)
- Aristoteles: Kategoriai. In: Immanuel Bekker (Hrsg.): Aristotelis. Opera. 1831–1837

Deutsche Übersetzungen
- Aristoteles: Kategorien. Übersetzt von Klaus Oehler. In: Hellmut Flashar (Hrsg.): Aristoteles, Werke in deutscher Übersetzung. Band 1, Teil 1. Wissenschaftliche Buchgesellschaft, Darmstadt 1984
- Aristoteles: Kategorien, Hermeneutik. Griechisch – deutsch, übersetzt von Hans Günter Zekl. Meiner, Hamburg 1998
- Aristoteles: Die Kategorien. Griechisch/Deutsch. Übers. und hrsg. von Ingo W. Rath. Reclam, Stuttgart 1998, bibliographisch ergänzte Ausgabe 2009
- Aristoteles: Kategorien und Hermeneutik. Übersetzt von Paul Gohlke. Ferdinand Schöningh, Paderborn 1951.
- Aristoteles: Kategorien oder Lehre von den Grundbegriffen. Übersetzt von Julius von Kirchmann. Erich Koschny, Leipzig 1876
- Aristoteles: Kategorien. Lehre vom Satz. Übersetzt von Eugen Rolfes. Meiner, Leipzig 1922.

Englische Übersetzungen
- Aristoteles: Categories, übersetzt von Ella Mary Edghill
- Aristoteles: Categories (PDF; 22 kB), Kapitel 1-5, übersetzt von John Lloyd Ackrill
- Aristoteles: Categories, Audiobook, übersetzt von Octavius Freire Owen

Lateinische Übersetzung
- Aristoteles: Categoriae vel praedicamenta. Übersetzt von Boethius. In: Lorenzo Minio-Paluello (Hrsg.): Aristoteles Latinus. Band I, Teil 1-5, De Brouwer, Bruges-Paris 1961